# Gelfondova konstanta
Gelfondova konstanta je v matematiki konstanta, definirana kot potenca {\displaystyle \pi \!\,} realnega števila {\displaystyle e\!\,}: (OEIS A039661)
{\displaystyle e^{\pi }=23,14069\ 26327\ 79269\ 00572\ 90863\ 67948\ 54738\ 02661\ 06242\ \ldots \!\,.}
Tako kot {\displaystyle e\!\,} in {\displaystyle \pi \!\,} je tudi ta konstanta iracionalna in transcendentalna. To izhaja iz Gelfond-Schneiderjevega izreka, ki določa, da je število oblike {\displaystyle a^{b}\!\,} transcendentno, glede na to ali {\displaystyle a\!\,} algebrski in ni enak 0 ali 1, ter da je {\displaystyle b\!\,} algebrski, vendar ne racionalen. Tako je:
{\displaystyle e^{\pi }=(e^{i\pi })^{-i}=(-1)^{-i}\!\,,}
kjer je {\displaystyle i\!\,} imaginarna enota. Ker je {\displaystyle -i\!\,} algebrski, vendar ni racionalen, je {\displaystyle e^{\pi }\!\,} transcendenten. Števili {\displaystyle \pi \!\,} in {\displaystyle e^{\pi }\!\,} sta algebrsko neodvisni nad racionalnimi števili, kakor je pokazal Jurij Valentinovič Nesterenko. Ni znano ali je {\displaystyle e^{\pi }\!\,} Liouvillovo število. Konstanta je bila omenjena v Hilbertovem sedmem problemu skupaj z Gelfond-Schneiderjevo konstanto {\displaystyle 2^{\sqrt {2}}\!\,}. Imenuje se po ruskem matematiku Aleksandru Osipoviču Gelfondu (1906–1968).

## Pojavitve
Konstanta {\displaystyle e^{\pi }\!\,} se pojavlja v povezavi s prostorninami hiperkrogel:
Prostornina n-krogle s polmerom {\displaystyle r\!\,} je dana z:
{\displaystyle V_{n}(r)={\frac {\pi ^{\frac {n}{2}}r^{n}}{\Gamma \left({\frac {n}{2}}+1\right)}}\!\,,}
kjer je {\displaystyle \Gamma \!\,} funkcija gama. Za enotske krogle ({\displaystyle r=1\!\,}) velja:
{\displaystyle V_{n}(1)={\frac {\pi ^{\frac {n}{2}}}{\Gamma \left({\frac {n}{2}}+1\right)}}\!\,.}
Za vsako sodorazsežno 2n-kroglo velja:
{\displaystyle V_{2n}(1)={\frac {\pi ^{n}}{\Gamma (n+1)}}={\frac {\pi ^{n}}{n!}}\!\,,.}
Vsota vseh sodorazsežnih prostornin enotske krogle in z uporabo razvoja v vrsto eksponentne funkcije da:
{\displaystyle \sum _{n=0}^{\infty }V_{2n}(1)=\sum _{n=0}^{\infty }{\frac {\pi ^{n}}{n!}}=\exp(\pi )=e^{\pi }\!\,.}
Če se definira:
{\displaystyle k_{0}={\frac {1}{\sqrt {2}}}\!\,}
in:
{\displaystyle k_{n+1}={\frac {1-{\sqrt {1-k_{n}^{2}}}}{1+{\sqrt {1-k_{n}^{2}}}}}\!\,}
za {\displaystyle n>0\!\,}, potem zaporedje:
{\displaystyle (4/k_{n+1})^{2^{-n}}\!\,}
konvergira hitro k številu {\displaystyle e^{\pi }\!\,}.

## Podobne ali povezane konstante

### Ramanudžanova konstanta
Število {\displaystyle e^{\pi {\sqrt {163}}}\!\,} je znano kot Ramanudžanova konstanta. Njena desetiška vrednost je: (OEIS A060295)
{\displaystyle e^{\pi {\sqrt {163}}}=262537412640768743,99999999999925007259\ldots \!\,,}
kar se izkaže za zelo blizu celemu številu {\displaystyle 640320^{3}+744\!\,} – to je uporaba Heegnerjevih števil, kjer je 163 obravnavano Heegnerjevo število. To število je leta 1859 odkril francoski matematik Charles Hermite. Leta 1975 je v članku v reviji Scientific American ob 1. aprilu kolumnist kolumne »Mathematical Games« Martin Gardner izdal lažno trditev, da je število v resnici celo število in da ga je napovedal indijski matematični genij Srinivasa Ajangar Ramanudžan – od tod tudi njegovo ime. Ramanudžanova konstanta je tudi transcendentno število.
Naključna bližina do ene bilijoninke števila {\displaystyle 640320^{3}+744\!\,} se pojasni s kompleksnim množenjem in {\displaystyle q\!\,}-razširitvijo {\displaystyle j\!\,}-invariante, še posebej:
{\displaystyle j\left({\frac {1+{\sqrt {-163}}}{2}}\right)=(-640\,320)^{3}\!\,}
in:
{\displaystyle (-640\,320)^{3}=-e^{\pi {\sqrt {163}}}+744+O\left(e^{-\pi {\sqrt {163}}}\right)\!\,,}
kjer je {\displaystyle O\left(e^{-\pi {\sqrt {163}}}\right)\!\,} člen napake:
{\displaystyle {\displaystyle O\left(e^{-\pi {\sqrt {163}}}\right)=-196\,884/e^{\pi {\sqrt {163}}}\approx -196\,884/(640\,320^{3}+744)\approx -0.000\,000\,000\,000\,75}\!\,,}
kar pojasni zakaj je {\displaystyle e^{\pi {\sqrt {163}}}\!\,} 0,000 000 000 000 75 manj od števila {\displaystyle 640320^{3}+744\!\,}.
(Za več podrobnosti tega dokaza glej članek o Heegnerjevih številih.)

### Številoeπ−π
Tudi število {\displaystyle e^{\pi }-\pi \!\,} je zelo blizu celemu številu. Njegova desetiška vrednost je: (OEIS A018938)
{\displaystyle e^{\pi }-\pi =19,99909\ 99791\ 89475\ 76726\ 64429\ 84669\ 04449\ 60689\ 36843\ldots \!\,.}
Obrazložitev za to na videz izjemno naključje je podal A. Doman septembra 2023 in je rezultat vsote, povezane z Jacobijevimi funkcijami theta, kot sledi:
{\displaystyle \sum _{k=1}^{\infty }\left(8\pi k^{2}-2\right)e^{-\pi k^{2}}=1\!\,.}
Prvi člen prevladuje, ker je vsota členov za {\displaystyle k\geq 2\!\,} enaka {\displaystyle \sim 0,0003436\!\,}. Vsoto je lahko tako mogoče skrajšati na {\displaystyle \left(8\pi -2\right)e^{-\pi }=0,999656\ldots \approx 1\!\,}, kar z razrešitvijo za {\displaystyle e^{\pi }\!\,} da {\displaystyle e^{\pi }\approx 8\pi -2\!\,}. Če se približek za {\displaystyle e^{\pi }\!\,} zapiše ponovno in z uporabo približka za {\displaystyle \pi \approx 22/7\!\,} sledi:
{\displaystyle e^{\pi }\approx \pi +7\pi -2\approx \pi +22-2=\pi +20\!\,.}
S preureditvijo členov sledi {\displaystyle e^{\pi }-\pi \approx 20\!\,}. Ironično, grob približek za {\displaystyle 7\pi \!\,} daje dodaten red velikosti natančnosti.

### Številoπe
Desetiška vrednost števila {\displaystyle \pi ^{e}\!\,} je: (OEIS A059850)
{\displaystyle \pi ^{e}=22,45915\ 77183\ 61045\ 47342\ 71522\ 04543\ 73502\ 75893\ 15133\ldots \!\,.}
Ni znano ali je to število transcendentno ali ne. Upoštevati je treba, da se lahko z Gelfond-Schneiderjevim izrekom dokončno sklepa, ali je {\displaystyle a^{b}\!\,} transcendenten ali ne, če sta števili {\displaystyle a\!\,} in {\displaystyle b\!\,} algebrski ({\displaystyle a\!\,} in {\displaystyle b\!\,} veljata za kompleksni števili).
V primeru števila {\displaystyle e^{\pi }\!\,} se lahko dokaže samo transcendentnost tega števila zaradi značilnosti kompleksnih eksponentnih form in zgornje enakovrednosti, dane za pretvorbo v {\displaystyle -1^{-i}\!\,}, kar omogoča uporabo Gelfond-Schneiderjevega izreka.
Število {\displaystyle \pi ^{e}\!\,} nima takšne enakovrednosti in zato, ker sta tako {\displaystyle \pi \!\,} kot {\displaystyle e\!\,} transcendentna, se ne da uporabiti Gelfond-Schneiderjevega izreka, da bi se sklepalo o transcendentnosti {\displaystyle \pi ^{e}\!\,}. Vendar bi trenutno nedokazana Schanuelova domneva implicirala njegovo transcendentnost.

### Številoii
Uporaba glavne vrednosti kompleksnega logaritma da:
{\displaystyle i^{i}=(e^{i\pi /2})^{i}=e^{-\pi /2}=(e^{\pi })^{-1/2}\!\,.}
Desetiška vrednost tega števila je: (OEIS A049006)
{\displaystyle i^{i}=0,20787\ 95763\ 50761\ 90854\ 69556\ 19834\ 97877\ 00338\ 77841\ldots \!\,.}
Njegova transcendentnost sledi neposredno iz transcendentnosti števila {\displaystyle e^{\pi }\!\,} in neposredno iz Gelfond-Schneiderjevega izreka.